# 勝軍寺
勝軍寺（しょうぐんじ）は、埼玉県さいたま市岩槻区にある真言宗智山派の寺院。

## 歴史
1436年（永享8年）、法印奝光によって開山された。法印奝光は当地に元々あった創建年代不詳の「護摩堂」を基に寺を創建した。その後、第6世住職長円坊宥栄の代に、「勝軍寺」の寺号を称することになった。
1591年（天正19年）、関東地方の新領主となった徳川家康は、当寺に寺領3石を与えた。

## 交通アクセス
- 路線バス笹久保停留所より徒歩6分。